# دکمه‌طلایی
دکمه‌طلایی (نام علمی: Tanacetum vulgare) نام یک گونه از سرده مینا (سرده) و از تبار کاسنیان آنثمیدئا است.